# Piletocera simplicialis
Piletocera simplicialis là một loài bướm đêm trong họ Crambidae.